# Вила Рогати (Кјети)
Вила Рогати је насеље у Италији у округу Кјети, региону Абруцо.
Према процени из 2011. у насељу је живело 297 становника. Насеље се налази на надморској висини од 146 м.